# Camboya en los Juegos Olímpicos de Río de Janeiro 2016
Camboya participó en los Juegos Olímpicos de Río de Janeiro 2016 con un total de seis deportistas, que compitieron en cuatro deportes. Sorn Seavmey, participante de taekwondo, fue la abanderada en la ceremonia de apertura.

## Participantes
Atletismo
- Hiroshi Neko (maratón masculino)[2]
- Nary Ly (maratón femenino)[2]

Natación
- Pou Sovijja (100 metros estilo libre masculino)[2]
- Hemthon Vitiny (50 metros estilo libre femeninos)[2]

Lucha
- Chov Sotheara (-48 kg masculinos en lucha libre femenina)[2]

Taekwondo
- Sorn Seavmey (+67 kg femeninos)[2]